# Dragon Ball Z - L'eroe del pianeta Conuts
Dragon Ball Z - L'eroe del pianeta Conuts (龍拳爆発！！悟空がやらねば誰がやる?, Ryū-Ken Bakuhatsu!! Gokū ga Yaraneba Dare ga Yaru, lett. "Esplosione del Pugno del Drago!! Se Goku non ci riesce, chi allora?") è un film d'animazione del 1995 diretto da Mitsuo Hashimoto.
Si tratta del 13º film basato su Dragon Ball Z, proiettato per la prima volta al Toei Anime Fair il 15 luglio 1995.

## Trama

Tapion mentre suona l'ocarina magica

Il mostro Hildegarn sta distruggendo il pianeta Conuts, ma l'eroe Tapion e suo fratello Minosia riescono a sconfiggerlo ed ognuno dei due racchiude dentro di sé metà del corpo del demone, diventando così eroi. Successivamente, decidono di essere rinchiusi in due carillon differenti per evitare che le due parti di Hildegarn possano riunirsi e vengono spediti in due galassie differenti. Un sacerdote malvagio di nome Hoi riesce ad uccidere il fratello di Tapion e a impossessarsi della parte inferiore del mostro contenuta nel suo corpo; recatosi sulla Terra, convince Son Gohan che il male sta per manifestarsi sul pianeta e riesce, tramite il drago Shenron, ad aprire il carillon dove da mille anni era rinchiuso Tapion. Quindi le due parti di Hildegarn si ricongiungono uccidendo Hoi; in un duro combattimento Tapion cerca di farsi uccidere, senza successo, da Trunks per eliminare Hildegarn dopo averlo bloccato nel suo corpo con il suono della sua ocarina magica. Son Goku si trasformerà in un Super Saiyan 3 e metterà fine alla battaglia distruggendo il mostro con il Pugno del Drago. Bulma riesce, tramite una macchina del tempo, a far ritornare Tapion indietro di 1000 anni nella sua galassia di origine. Prima di partire, l'eroe dona la sua spada al piccolo Trunks.

### Personaggi

#### Nuovi personaggi
Tapion (タピオン?, Tapion)
Il protagonista del film, e l'eroe che ha combattuto Hildegarn. Viene da un pianeta chiamato Conuts, ed è famoso per essere un "guerriero leggendario". Migliaia di anni fa, Tapion e suo fratello minore Minosha erano normali conutsiani. Tuttavia, un giorno, un gruppo di maghi neri conosciuti come il Kashvar eseguirono un rituale antico che donò vita ad una statua, lo spietato ed enorme mostro Hildegarn. Senza senso della ragione, Hildegarn avrebbe poi usato il suo incredibile potere per distruggere il pianeta Conuts. Durante la battaglia tra Hildegarn e i conutsiani, Tapion e Minosia usarono le loro ocarine speciali per tenere a bada il mostro. Data questa opportunità, un mago usò una spada incantata per tagliare Hildegarn a metà. Tapion, Minosia e il mago vennero poi conosciuti come grandi eroi tra i conutsiani. Per garantire la prigionia eterna a Hildegarn, Tapion e Minosia accettarono di custodire nei loro corpi lo spirito di Hildegarn (la metà superiore a Tapion e quella inferiore a Minosia). I due vennero poi racchiusi in scatole musicali mistiche, e spediti verso luoghi lontani della galassia. Minosha venne inviato a un pianeta sconosciuto, mentre Tapion venne inviato sulla Terra. Purtroppo, un Mago di nome Hoi va in cerca delle scatole musicali di Tapion e Minosia al fine di liberarli, e liberare con loro anche Hildegarn. Hoi trama di usare i poteri distruttivi di Hildegarn per prendere il controllo dell'universo. Con l'aiuto di Son Goku, Son Gohan, Son Goten, Videl, Vegeta, Trunks e Shenron, Hoi riesce a liberare Tapion dal carillon. Ma Tapion, furioso, è determinato a stare da solo al fine di assicurare la detenzione della metà superiore di Hildegarn. Viene visitato regolarmente da Trunks, che lo ha preso in simpatia e gli porta il cibo, ma Tapion rifiuta di mangiare e tiene sempre Trunks a distanza. Più tardi, mentre Trunks visita Tapion, Hoi cerca di rubare l'ocarina di Tapion dicendo a Trunks che Tapion è il vero mostro, ma Trunks non gli crede e riconsegna l'ocarina a Tapion. Tapion fa poi amicizia con Trunks, e viene invitato a rimanere alla Capsule Corporation. Tapion spiega tutta la storia a Bulma, che ricrea il carillon rotto per permettere a Tapion di dormire. Esso però non funziona, e Tapion è costretto a chiedere a Trunks di ucciderlo per impedire la liberazione di Hildegarn. Trunks però esita, e Hildegarn si libera dopo aver ucciso Hoi, venendo in seguito sconfitto da Goku con il Pugno del Drago. Dopo il termine della battaglia, Tapion usa una macchina del tempo costruita da Bulma per tornare indietro su Conuts. Come regalo, Tapion dà la sua spada a Trunks, dopodiché torna indietro di 1.000 anni per far ritorno nel suo pianeta. Il suo nome deriva da tapioca (タピオカ?).
Minosia (ミノシア?, Minoshia)
Il fratello minore di Tapion. Il suo nome deriva dal giapponese yashi (ヤシ?), che vuol dire palma.
Hildegarn (ヒルデガーン?, Hirudegān)
Una creatura enorme ed è la principale minaccia del film. È un mostro dalla mente semplice che distrugge tutto e uccide chiunque sul suo cammino. Hildegarn, migliaia di anni prima degli eventi del film, era il dio mago di Conuts, un pianeta simile alla Terra nella galassia del Sud. 1000 anni fa, dopo essere stato trasformato in un mostro insetto e reso malvagio dagli stregoni di Conuts, venne sconfitto dall'eroe Tapion e da suo fratello Minosha, venendo quindi diviso in due parti. Poiché Hildegarn non poteva essere ucciso al momento, la sua metà superiore venne sigillata in Tapion e la metà inferiore in Minosha, i due fratelli divennero degli eroi. Tuttavia, temendo che un giorno gli stregoni avrebbero cercato di far rivivere il mostro, vennero separati, ognuno sigillato in un carillon, e furono poi spediti in estremità opposte della galassia dai consiglieri di Conuts. Il carillon di Tapion giunse così sulla Terra. Un migliaio di anni più tardi, nel presente, l'ultimo degli stregoni, Hoi, riesce a resuscitare il mostro liberando la sua metà inferiore dal sigillo. Hildegarn si sbarazza facilmente di Minosia, che viene schiacciato sotto il piede del mostro. Alla morte di Minosia, Hoi sigilla la parte inferiore dentro di sé per evocarla a suo piacimento. Sulla Terra però passa ad un piano più tattico e spia Gohan (come il Great Saiyaman) e Videl (come la Great Saiyawoman) mentre combattono la criminalità. Entrambi vengono convocati nuovamente dalla loro scuola per salvare Hoi, che finge di essere un suicida per guadagnare la loro fiducia e simpatia. Hoi poi racconta ai due del leggendario guerriero Tapion. Hildegarn semina il terrore a Satan City dopo che le sue metà vengono accidentalmente sigillate insieme e durante la distruzione Hoi viene calpestato e ucciso dal mostro. Verrà infine sconfitto da Goku trasformato in Super Saiyan di terzo livello. Il suo nome deriva dallo storpiamento del nome Hiruta Kazunari, addetto al design del mostro.

## Distribuzione

### Titolo del film nelle varie lingue
- Giappone: 龍拳爆発!!悟空がやらねば誰がやる (Ryū-Ken Bakuhatsu!! Gokū ga Yaraneba Dare ga Yaru?)
- Italia: Dragon Ball Z: L'eroe del pianeta Conuts
- Polonia: Dragon Ball Z: Atak smoka
- Germania: Dragon Ball Z: Drachenfaust/Der Film
- Spagna: Dragon Ball Z: El Ataque del Dragón
- Francia: Dragon Ball Z: L'attaque du dragon
- Portogallo: Dragon Ball Z: O Ataque do Dragão

### Edizione italiana
Il primo doppiaggio italiano del film, usato per l'uscita in VHS e per le trasmissioni su Rai 2 nel 2001, fu eseguito dalla Coop. Eddy Cortese di Roma e diretto da Fabrizio Mazzotta, con un cast differente da quello della serie TV. La terminologia venne mantenuta fedele alla versione italiana del manga.
Il film fu ridoppiato nel 2003 dal cast italiano di Dragon Ball Z per la trasmissione in due episodi (intitolati "Un misterioso guerriero" e "La spada di Trunks") su Italia 1 nella serie Dragon Ball: La saga. Il ridoppiaggio fu effettuato dalla Merak Film di Milano e diretto da Paolo Torrisi su dialoghi di Manuela Scaglione e Tullia Piredda in buona parte trascritti da quelli del primo doppiaggio. Tuttavia ci sono varie differenze in questo adattamento rispetto al precedente. Tra le principali: 
- la terminologia venne cambiata utilizzando quella dell'adattamento italiano della serie TV;
- alcuni dialoghi vennero modificati per mitigare insulti e termini inadatti a un pubblico infantile;
- vennero aggiunti "pensieri" di pura fantasia in scene dove i personaggi non parlano;

Il ridoppiaggio è stato poi utilizzato per le successive trasmissioni TV e per l'uscita in DVD.

### Edizioni home video
L'edizione VHS del film fu prodotta da Dynamic Italia e distribuita da Terminal Video Italia nel 1999. La VHS conteneva il film con il primo doppiaggio.
L'edizione DVD fu prodotta da Dynit, nuova incarnazione della Dynamic Italia. Il 2 settembre 2006 fu distribuita in edicola da De Agostini, mentre la distribuzione sul mercato avvenne l'11 aprile 2007 a opera della Terminal Video Italia. Mentre il master video è un semplice riversamento dalla precedente VHS, l'audio è disponibile in italiano in Dolby Digital 5.1 e in giapponese in 2.0. Poiché la versione italiana del film fu concessa da RTI, il DVD contiene esclusivamente il ridoppiaggio. Sono inclusi inoltre i sottotitoli in italiano e, come extra, landscapes e schede sui personaggi.